# Nuttee Noiwilai
Nuttee Noiwilai (thailändisch นัทที น้อยวิไล, * 27. April 1998) ist ein thailändischer Fußballspieler.

## Karriere
Nuttee Noiwilai spielte 2019 bei den unterklassigen Vereinen Police Ladkrabang FC und MUSS FC. Bis Dezember 2021 stand er beim Hua Hin City FC unter Vertrag. Der Verein aus Hua Hin spielte in der dritten Liga, der Thai League 3. Mit dem Verein spielte er in der Western Region der Liga. Zur Rückrunde 2021/22 wechselte er im Dezember 2021 zum Zweitligisten Nakhon Pathom United FC. Sein Zweitligadebüt für den Verein aus Nakhon Pathom gab Nuttee Noiwilai am 8. Januar 2022 (18. Spieltag) im Auswärtsspiel gegen den Lampang FC. Hier wurde er in der 78. Minute für Pitipol Prachayamongkol eingewechselt. Das Spiel endete 1:1. Am Ende der Saison 2022/23 feierte er mit Nakhon Pathom die Meisterschaft und den Aufstieg in die erste Liga. Nach insgesamt 52 Ligaspielen wurde sein Vertrag im Sommer 2024 nicht verlängert. Anfang Juli 2024 nahm ihn der Erstligist Lamphun Warriors FC unter Vertrag. Am 31. Mai 2025 stand er mit den Warriors im Finale des Thai League Cup. Hier traf man im BG Stadium auf Buriram United. Am Ende musste man sich mit 2:0 geschlagen geben.

## Erfolge
Nakhon Pathom United FC
- Thailändischer Zweitligameister: 2022/23  ▲

Lamphun Warriors FC
- Thailändischer Ligapokalfinalist: 2024/25